# José António Camões
José António Camões (ur. 1777, zm. 1827) – portugalski ksiądz, historyk i poeta. Jest znany głównie z twórczości satyrycznej. Napisał między innymi satyrę O Testamento de D. Burro, Pai dos Asnos (Testament D. Burra, ojca osłów).